# Bibio lautaretensis
Bibio lautaretensis är en tvåvingeart som beskrevs av Villeneuve 1924. Bibio lautaretensis ingår i släktet Bibio och familjen hårmyggor.
Artens utbredningsområde är Frankrike. Inga underarter finns listade i Catalogue of Life.